# Fiji Museum
Le Fiji Museum (Musée des Fidji) est un musée situé dans les Jardins de Thurston à Suva, Fidji. Il abrite une collection archéologique d'objets dont certains remontent à 3700 ans. Le musée possède également des objets représentant la culture historique et contemporaine du peuple autochtone de l'archipel, ainsi que de ses minorités ethniques d'origines immigrées.
Fondé en l'état actuel en 1955, le musée fut précédé par une exposition d'objets archéologiques dès le début du XXe siècle.
Le musée est composé de cinq galeries principales, portant sur la préhistoire fidjienne, l'histoire, la minorité indo-fidjienne, l'art (principalement pictural), et l'art vestimentaire en fibre d'écorce.